# Louis Moreau
Louis Moreau (n. 15 aprilie 1883, Châteauroux, Centre-Val de Loire, Franța – d. 9 martie 1958, Malakoff, Seine, Franța) a fost un artist francez, medaliat olimpic. A participat la o ediție a Jocurilor Olimpice (1920) în care a câștigat o medalie de bronz.

## Participări
Lista de mai jos prezintă principalele competiții la care a participat Louis Moreau de-a lungul carierei.
- fencing at the 1920 Summer Olympics – men's team épée[*]